# Carnie Wilson
Carnie "Carn" Wilson, född 29 april 1968 i Los Angeles, Kalifornien, är en amerikansk musiker, sångerska och skådespelerska. Hon är en av originalmedlemmarna i popgruppen Wilson Phillips tillsammans med sin syster Wendy och Chynna Phillips (dotter till John och Michelle Phillips från The Mamas and the Papas). 
Carnie Wilson är dotter till Brian Wilson (från The Beach Boys) och hans dåvarande fru Marilyn. Hon är också sondotter till Murry Wilson och brorsdotter till Dennis och Carl Wilson. Sedan år 2000 är Carnie gift med Blush-gitarristen Rob Bonfiglio som hon har två barn med. Hon har även släppt en självbiografi med titeln Gut Feeling: From Fear and Despair to Health and Hope.

## Diskografi
Studioalbum (solo)
- 2006 – A Mother's Gift (Lullabies From The Heart)
- 2007 – Christmas With Carnie

## Filmografi i urval
- 1998 – Silk Stalkings (gästroll i TV-serie)
- 1999 – The '60s
- 2001 – That 70's show (gästroll i TV-serie)
- 2002 – Sabrina tonårshäxan (gästroll i TV-serie)
- 2007 – American Dad! (gästroll i TV-serie)
- 2011 – Bridesmaids
- 2015 – Glee (gästroll i TV-serie)